# Bibata Niandou Barry
Bibata Niandou Barry (* 2. März 1955 in Niamey) ist eine nigrische Rechtsanwältin und Politikerin.

## Leben
Bibata Niandou Barry ist eine Schwester des Politikers Harouna Niandou und des Politikwissenschaftlers Abdoulaye Niandou Souley. Sie besuchte das Lycée Kassaï in Niamey, studierte Rechtswissenschaft und diplomierte 1990 in Privatrecht. 1991 gründete sie die Association des Femmes Juristes du Niger, eine Vereinigung von Juristinnen, die in der Zeit des demokratischen Umbruchs in Niger Anfang der 1990er Jahre zu den aktivsten Organisationen für Frauenrechte zählte. Niandou Barry arbeitete als Rechtsanwältin und war die erste Nigrerin, die Polizeikommissarin wurde. 2003 wurde sie zur Präfekt-Präsidentin des Gemeindeverbunds Niamey ernannt. Um die Hauptstadt auf die Spiele der Frankophonie 2005 vorzubereiten, begann sie gegen Straßenhändler ohne Lizenz vorzugehen. Anfang 2004 wurde sie ihres Postens enthoben.
Staatspräsident Mamadou Tandja holte Niandou Barry am 9. Juni 2007 als Ministerin für Frauenförderung und Kindesschutz in die Regierung. Tandja bemühte sich 2009 um eine dritte Amtszeit als Staatspräsident, die ihm laut geltender Verfassung nicht zustand und die er sich mit umstrittenen Verfassungsreferendum vom 4. August 2009 zu sichern versuchte. Niandou Barry stand dem Vorhaben des Präsidenten loyal gegenüber. Dabei geriet sie auch in Gegnerschaft zu ihrem Bruder Abdoulaye Niandou Souley. Staatspräsident Tandja wurde am 18. Februar 2010 durch einen Militärputsch unter der Führung von Salou Djibo abgesetzt. Damit endete auch die Amtszeit von Niandou Barry als Ministerin. Sie arbeitete daraufhin wieder als Rechtsanwältin und als Koordinatorin des Salon International de l’Artisanat pour la Femme.